# Фукути
Фукути (яп. 福智町 Фукути-мати) — посёлок в Японии, находящийся в уезде Тагава префектуры Фукуока. Площадь посёлка составляет 42,04 км², население — 23 619 человек (1 августа 2014), плотность населения — 561,82 чел./км².

## Географическое положение
Посёлок расположен на острове Кюсю в префектуре Фукуока региона Кюсю. С ним граничат города Китакюсю, Ногата, Тагава, Иидзука и посёлки Кавара, Итода.

## Население
Население посёлка составляет 23 619 человек (1 августа 2014), а плотность — 561,82 чел./км². Изменение численности населения с 1980 по 2005 годы:
| 1980 | 26 104 чел. |  |
| 1985 | 27 231 чел. |  |
| 1990 | 27 041 чел. |  |
| 1995 | 27 031 чел. |  |
| 2000 | 26 375 чел. |  |
| 2005 | 25 543 чел. |  |

## Символика
Деревом посёлка считается сакура, цветком — глициния, птицей — Cettia diphone.